# 豐榮站 (日本)
豐榮站（日语：／ Toyosaka eki */?）是位於新潟縣新潟市北區白新町一丁目1番35號，東日本旅客鐵道（JR東日本）的白新線車站。

## 概要
此站位於新潟市北區中心，同時為前豐榮市中心。
包括特急「稻穗」之內的所有旅客列車均停站（部分臨時列車除外）。普通列車新潟至豐榮之間日間每20分鐘一班，毎小時設有1至2班列車折返往新潟方向。此站以東，普通列車豐榮至新發田之間全日每約20至60分鐘一班。

## 歷史
- 1952年（昭和27年）12月23日：白新線新發田至此站之間開通，此站啟用[1][2]。在啟用當時，車站名稱使用了當時的自治體名稱，名為葛塚站（日语：／）[1][注 1]。
- 1956年（昭和31年）4月15日：白新線此站至上沼垂信號站之間開通，全線開通。
- 1972年（昭和47年）9月1日：終止貨物起卸業務[4]。
- 1975年（昭和50年）6月3日：跨線橋開始使用[5]。
- 1976年（昭和51年）4月1日：車站改名為豐榮站[1][注 2]。
- 1987年（昭和62年）4月1日：伴隨國鐵分割民營化，車站由東日本旅客鐵道（JR東日本）營運。
- 1997年（平成9年）3月22日：在同日實施的時間表修正後，部分特急「稻穗」停站。
- 2004年（平成16年）
  - 3月13日：在同日實施的時間表修正後，快速「閃亮越後」停站。
  - 12月4日：隨著開始跨站式站房工程，臨時車站大樓開始使用。同時引入自動閘機[9]。
- 2006年（平成18年）
  - 1月21日：此站可使用IC卡「Suica」（新潟都市圈範圍）。
  - 3月25日：跨站式站房啟用。新設北出口。同年4月，北出口站前廣場完工。
- 2010年（平成22年）3月5日：指定席售票機開始運作。
- 2018年（平成30年）7月1日：由直營車站變為業務委託車站[10]，委托公司為JR新潟Business。

### 跨站式站房工程
此站本來只有南出入口，面向市區中心。在1970年代起，車站北邊開始高速發展住宅區，繼而使來往車站南北形成障礙。人們需要繞過車站東邊的城市道路來往返南北兩處。由於該道路比較狹窄，加上日漸增加通行量，使造成不便。1991年（平成3年），加設了行人通道。此外，在車站周邊設有少量平交道，由於安全問題，一些小型平交道（特別沒有警報機、遮斷機的平交道）相繼廢止，因此造成非常不便。長久以來，當地市民均發表意見要求開設北出口。另一方向，車站大樓在車站啟用後只經過數次翻新，但是由於建築物已經使用超過半個世紀並開始老化，近年此站客量增加使造成車站大樓內的相對比較擠迫。
因此，前豐榮市與JR東日本決定把車站大樓重建為一座跨站式站房，包含了閘外行人通道。在2004年（平成16年）秋天，重建工程開始。在2006年（平成18年）3月25日，新車站大樓啟用。新大樓考慮到無障礙設施，因此大樓內設有升降機、電梯和多功能廁所。而車站內的閘外行人通道可供單車使用。站內設有由新潟市第三部分營運的便利店。在新車站大樓建成後，南北雙方的站前廣場也開始進行工程。

## 車站構造
車站是一座地面車站（跨站式站房），設有1面1線的單式月台和1面2線的島式月台，共有2面3線的月台。車站大樓中設有閘外行人通道。
此站是由新潟站管理的業務委託車站，委托JR新潟Business負責車站業務。在2018年7月前，此站是一座直營車站。車站內設有一處閘口，該閘口設有3座自動閘機，所有閘機可使用Suica等IC卡，另外也設有有人檢票處。在車站大樓內設有綠色窗口、1座多功能售票機和1座指定席售票機。
在閘口周邊設有便利店（Yamazaki Shop豐榮站店。由新潟市第三部門「豐榮城市規劃 （页面存档备份，存于）」營運。可使用Suica支付）、自動販賣機、候車室（閘內）。除了冬季，便利店內可免費租賃單車。
此站設有無障礙設施，閘口正面設有語音引導裝置和使用觸覺圖形製作的周邊地圖。在南、北出口與車站大堂之間、在車站大樓與各月台之間均設有升降機、電梯和盲人引導徑。在閘口內設有可對應人工肛門對應設備的多功能廁所。在南出口站前設有廁所，在北出口第1層設有多功能廁所。
在白新線單線鐵路區間中，所有白新線車站均設有一線通過結構。貨運列車等通過列車會使用1號月台。另外，1、2號月台只可容納10卡車庫，3號月台只可容納4卡車庫。

### 月台
| 月台  | 路線    | 上下行 | 方向       | 備註            |
| ----- | ------- | ------ | ---------- | --------------- |
| 1 - 3 | ■白新線 | 上行   | 新潟方向   | 主要使用1號月台 |
| 1 - 3 | ■白新線 | 下行   | 新發田方向 | 主要使用1號月台 |

## 使用狀況
根據「JR東日本」的資料，在2019年度（令和元年度）1日平均乘車人次為3,578人。
以下為近年乘車人次變化列表：
| 乘車人次變化       | 乘車人次變化     | 乘車人次變化    |
| 年度               | 1日平均 乘車人次 | 參考資料        |
| ------------------ | ---------------- | --------------- |
| 2000年（平成12年） | 3,285            | [ 利用客数 2 ]  |
| 2001年（平成13年） | 3,302            | [ 利用客数 3 ]  |
| 2002年（平成14年） | 3,318            | [ 利用客数 4 ]  |
| 2003年（平成15年） | 3,250            | [ 利用客数 5 ]  |
| 2004年（平成16年） | 3,163            | [ 利用客数 6 ]  |
| 2005年（平成17年） | 3,157            | [ 利用客数 7 ]  |
| 2006年（平成18年） | 3,160            | [ 利用客数 8 ]  |
| 2007年（平成19年） | 3,275            | [ 利用客数 9 ]  |
| 2008年（平成20年） | 3,406            | [ 利用客数 10 ] |
| 2009年（平成21年） | 3,461            | [ 利用客数 11 ] |
| 2010年（平成22年） | 3,581            | [ 利用客数 12 ] |
| 2011年（平成23年） | 3,674            | [ 利用客数 13 ] |
| 2012年（平成24年） | 3,725            | [ 利用客数 14 ] |
| 2013年（平成25年） | 3,844            | [ 利用客数 15 ] |
| 2014年（平成26年） | 3,732            | [ 利用客数 16 ] |
| 2015年（平成27年） | 3,761            | [ 利用客数 17 ] |
| 2016年（平成28年） | 3,719            | [ 利用客数 18 ] |
| 2017年（平成29年） | 3,681            | [ 利用客数 19 ] |
| 2018年（平成30年） | 3,678            | [ 利用客数 20 ] |
| 2019年（令和元年） | 3,578            | [ 利用客数 1 ]  |

## 車站周邊

### 南出口

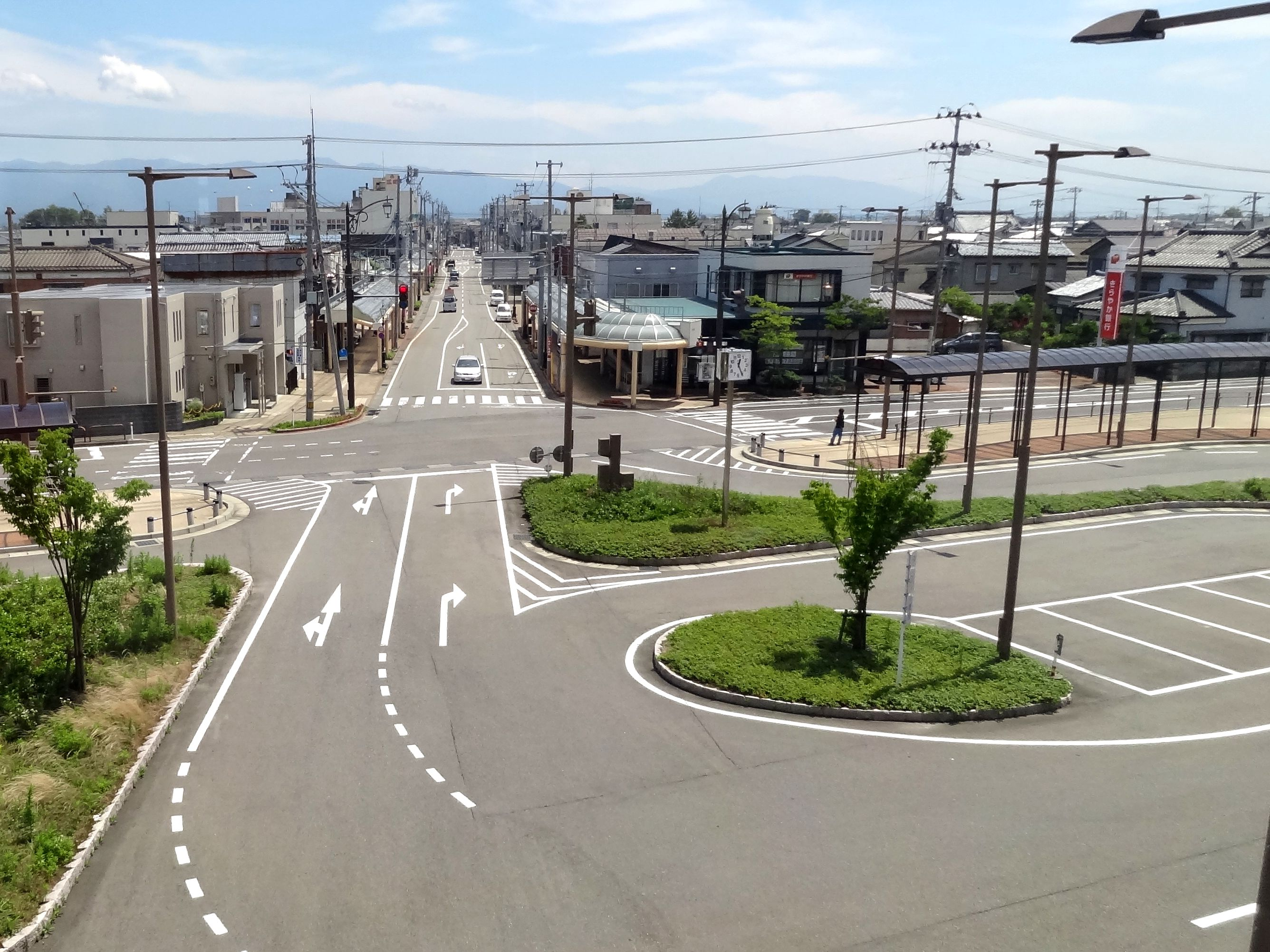
南出口站前

原本入口位於南出口，該處北區豐榮地區中心。在車站啟用時，該處也開始了「白新町」城市規劃，地區中心遠處在前北蒲原郡葛塚町時代為舊市區，設有較多公共設施。在迴旋路中整日設有的士等候。
- 新潟縣道26號新發田豐榮線（日语：新潟県道26号新発田豊栄線）
- 閃光銀行（日语：きらやか銀行） 豐榮分店
- 新潟市 北區公所
- 豐榮郵局（日语：豊栄郵便局）
- 第四銀行（日语：第四銀行） 豐榮中央分店
- 北越銀行（日语：北越銀行） 豐榮分店
- 新潟市豐榮圖書館
- 新潟市北區鄉土博物館（日语：新潟市北区郷土博物館）
- 魚六（日语：ウオロク） 葛塚店

### 北出口

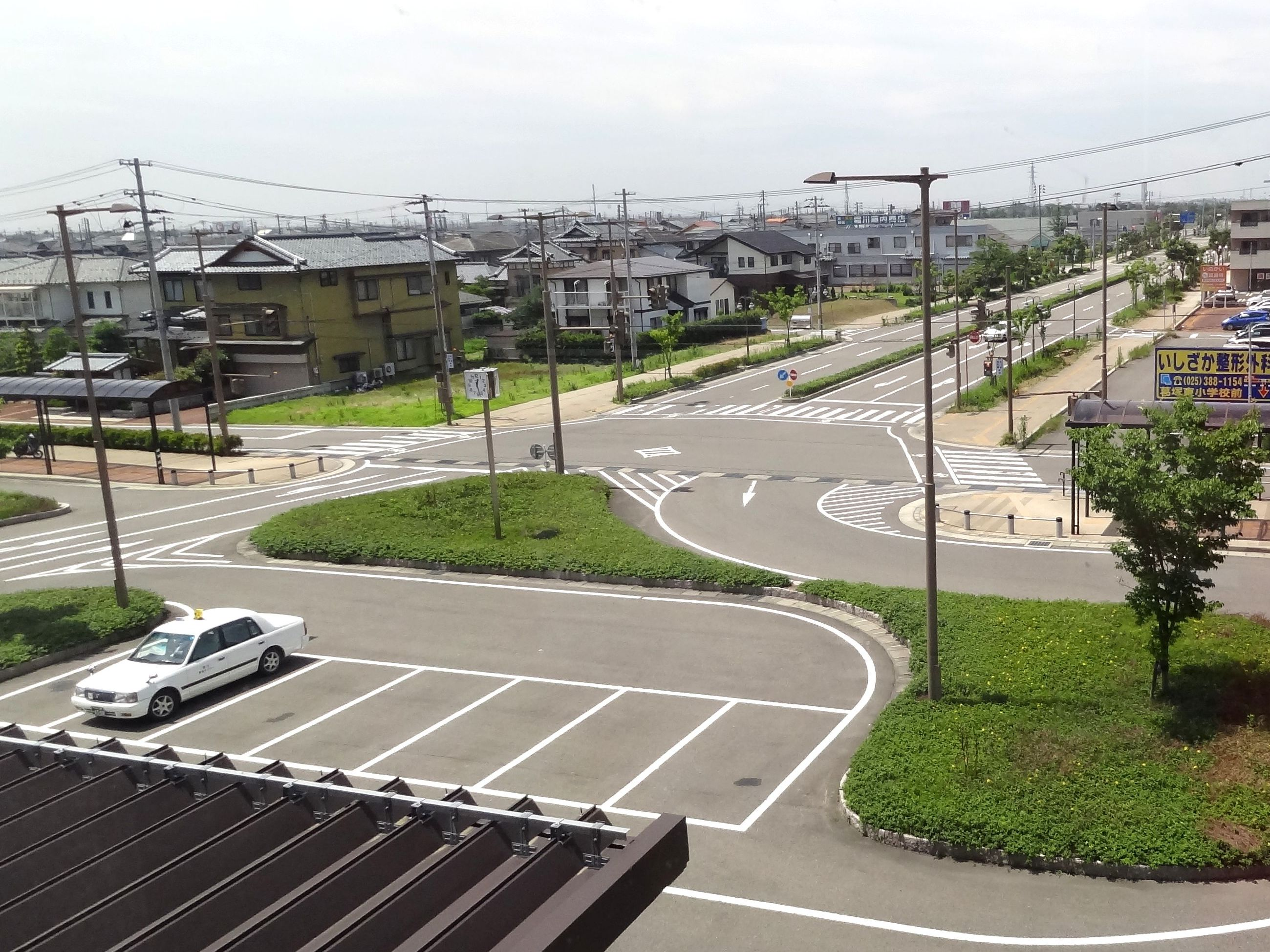
北出口站前

在北出口一方設有新興住宅區。在1970年代末期開始開發，現時還是正在開發中。在日間會有的士等候，在早上和深夜，於列車出發前後才會等候。
- [[:大光銀行]|大光銀行]]] 豐榮分店
- JA新潟厚生連（日语：全国厚生農業協同組合連合会） 豐榮醫院
- 魚六 豐榮店
- 大阪屋（日语：大阪屋 (新潟市)） 豐榮店
- Beisia（日语：ベイシア）超級中心 新潟豐榮店
- 原信（日语：アクシアル リテイリング） 豐榮店
- 米利家居中心（日语：コメリ） 豐榮店
- 葛塚停車區（日语：葛塚バスストップ） （日本海東北自動車道）

## 巴士
截至2020年4月，設有以下一般巴士路線和社區巴士路線。在車站南北兩邊的迴旋路內均設有巴士站。所有一般巴士路線由新潟交通集團營運，社區巴士路線由「北區區巴士」營運。

### 南出口
| 巴士站名稱              | 路線名稱                               | 路線編號、目的地                                                                  |
| ----------------------- | -------------------------------------- | --------------------------------------------------------------------------------- |
| 豐榮站前 （迴旋路內）   | 新潟交通 ■ E4 大形線                   | E45 經早通站前、大形本町 新潟站前、萬代城                                         |
| 豐榮站前 （迴旋路內）   | 新潟交通觀光巴士 月岡溫泉穿梭巴士      | 【急行】 月岡溫泉                                                                 |
| 豐榮站前 （迴旋路內）   | 新潟交通 活動臨時巴士                  | 臨時 經柳原團地 新潟馬場 ※在中央賽馬日、場外售票日運行                            |
| 豐榮站南口 （迴旋路內） | 區巴士 （太郎代濱路線）                | 北01 太郎代濱 北01 北區文化會館 ※星期六、日、假日及年尾年頭暫停服務               |
| 豐榮站南口 （迴旋路內） | 居民巴士「」 （葛塚路線，1.5往返班次） | 北51 新崎站北出口、太夫濱上 北51 北區文化會館 ※星期六、日、假日及年尾年頭暫停服務 |

新潟交通集團與區巴士的巴士站名稱各有不同，但是均位於站前廣場迴旋路西邊。

### 北出口
| 巴士站名稱                | 路線名稱                               | 路線編號、目的地                                                                  |
| ------------------------- | -------------------------------------- | --------------------------------------------------------------------------------- |
| 豐榮站北出口 （迴旋路內） | 新潟交通 ■ 芋黑線                      | 芋黑 經尾山新城 新潟醫療福祉大學 ※星期六、日、假日及年尾年頭暫停服務              |
| 豐榮站北出口 （迴旋路內） | 區巴士 （太郎代濱路線）                | 北01 太郎代濱 北01 北區文化會館 ※星期六、日、假日及年尾年頭暫停服務               |
| 豐榮站北出口 （迴旋路內） | 居民巴士「」 （葛塚路線，1.5往返班次） | 北51 新崎站北出口、太夫濱上 北51 北區文化會館 ※星期六、日、假日及年尾年頭暫停服務 |

在北出口對出設有前往新潟醫療福祉大學、敬和學園高等學校、南濱醫院等校巴與接送巴士。

## 圖庫

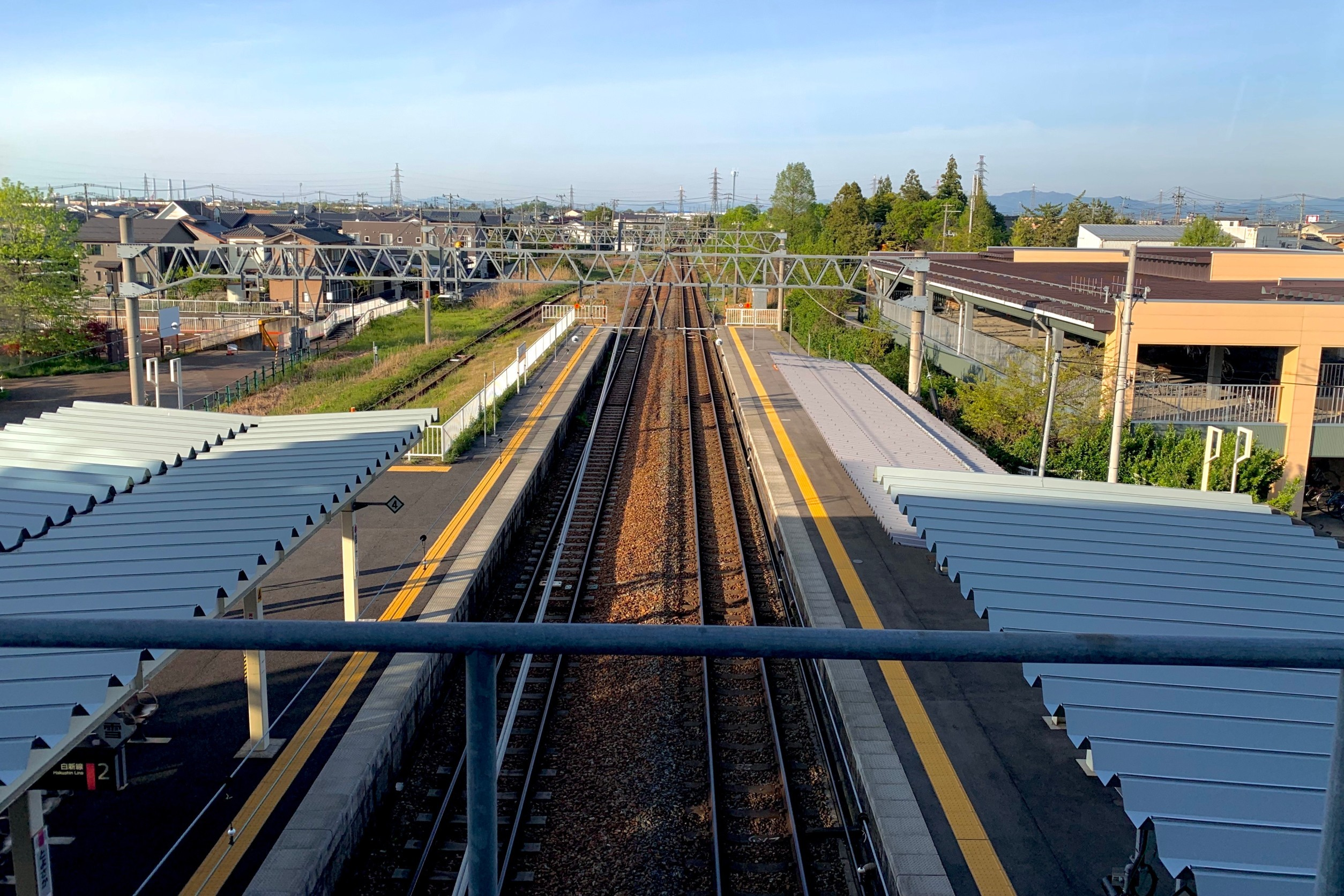
月台。望向新發田方向（2020年5月）
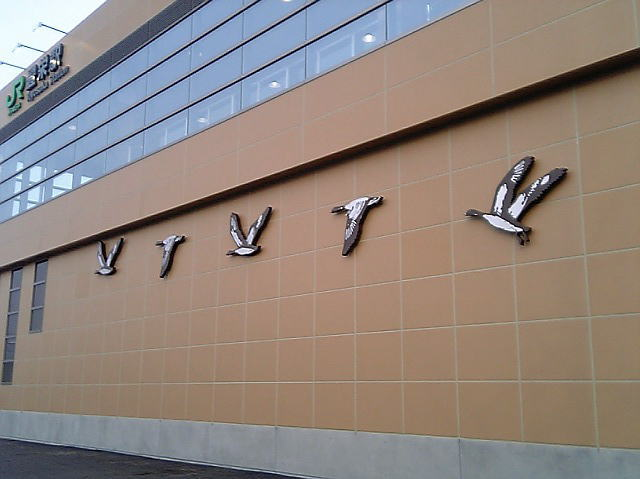
南出口和北出口的外牆均有從福島飛來的豆鵝浮雕裝飾
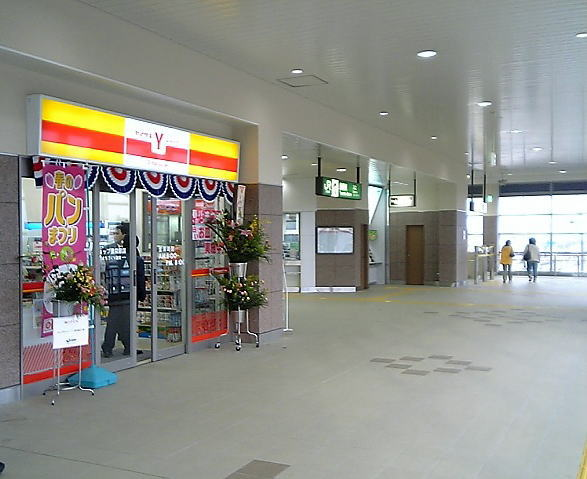
閘口附近。左邊為由新潟市第三部門營運的便利店。在閘內也可透過櫃臺購買商品
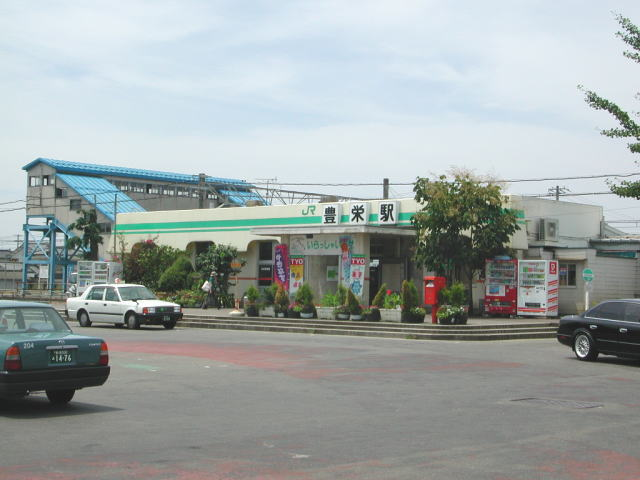
在2004年前使用的舊車站大樓
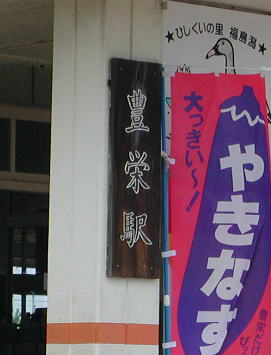
舊車站大樓時代的站名標
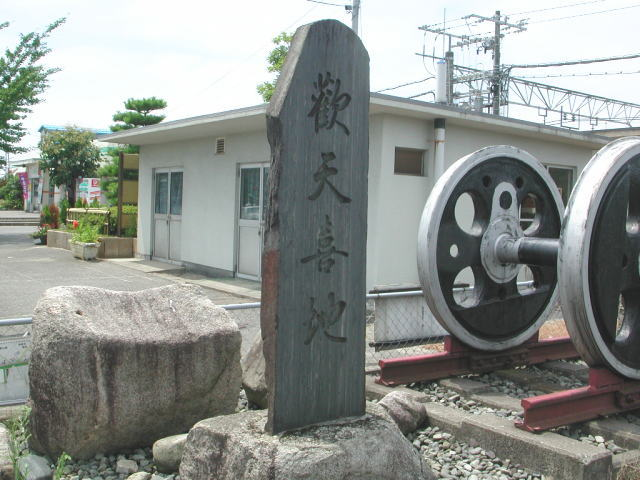
於站前豎立的白新線開通紀念碑。「觀天喜地」碑文（在舊車站大樓時代拍攝，現時遷移至南出口站前廣場，近新潟一方）
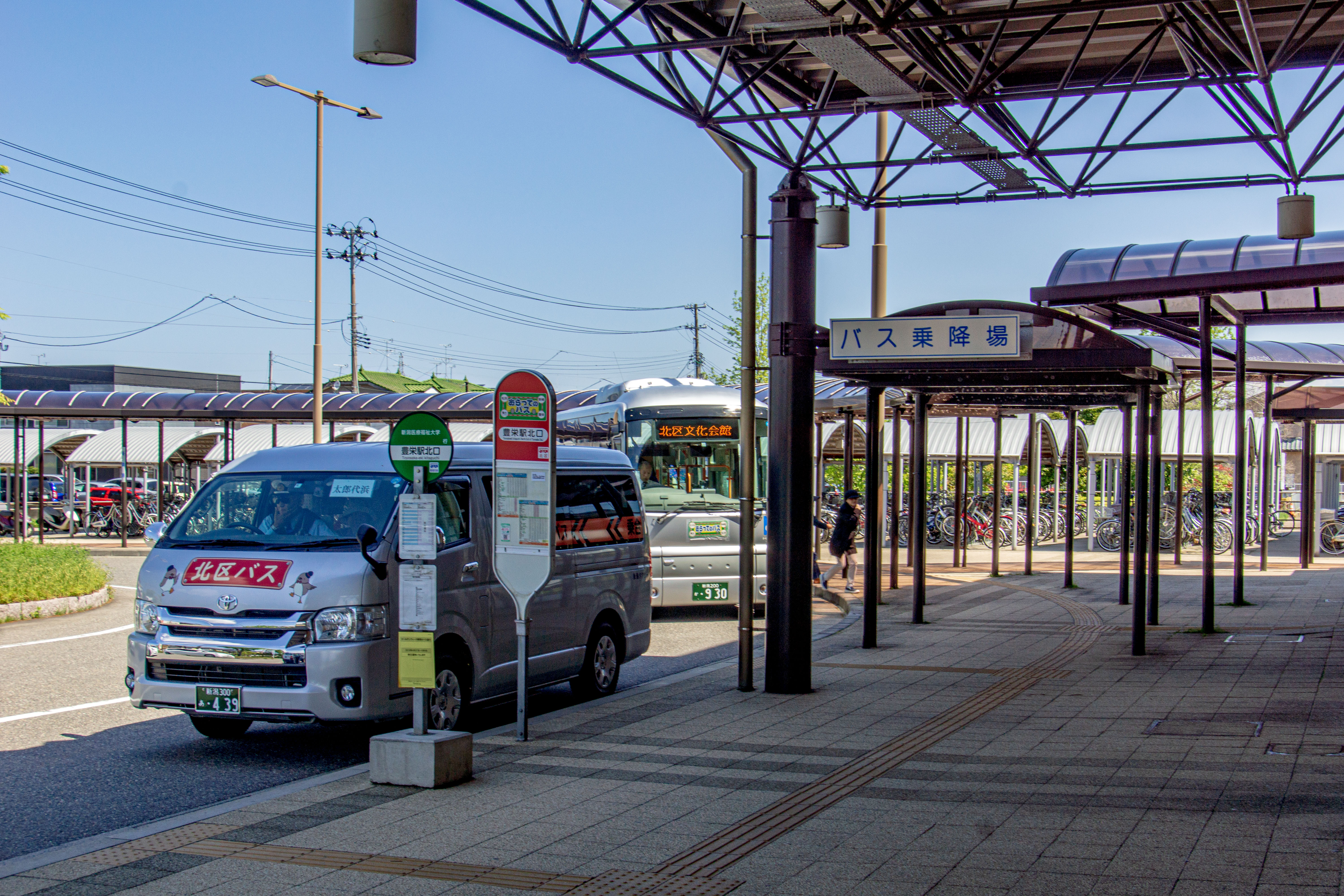
在北出口迴旋路內停站的區巴士（前方）和（後方）。2019年5月拍攝。
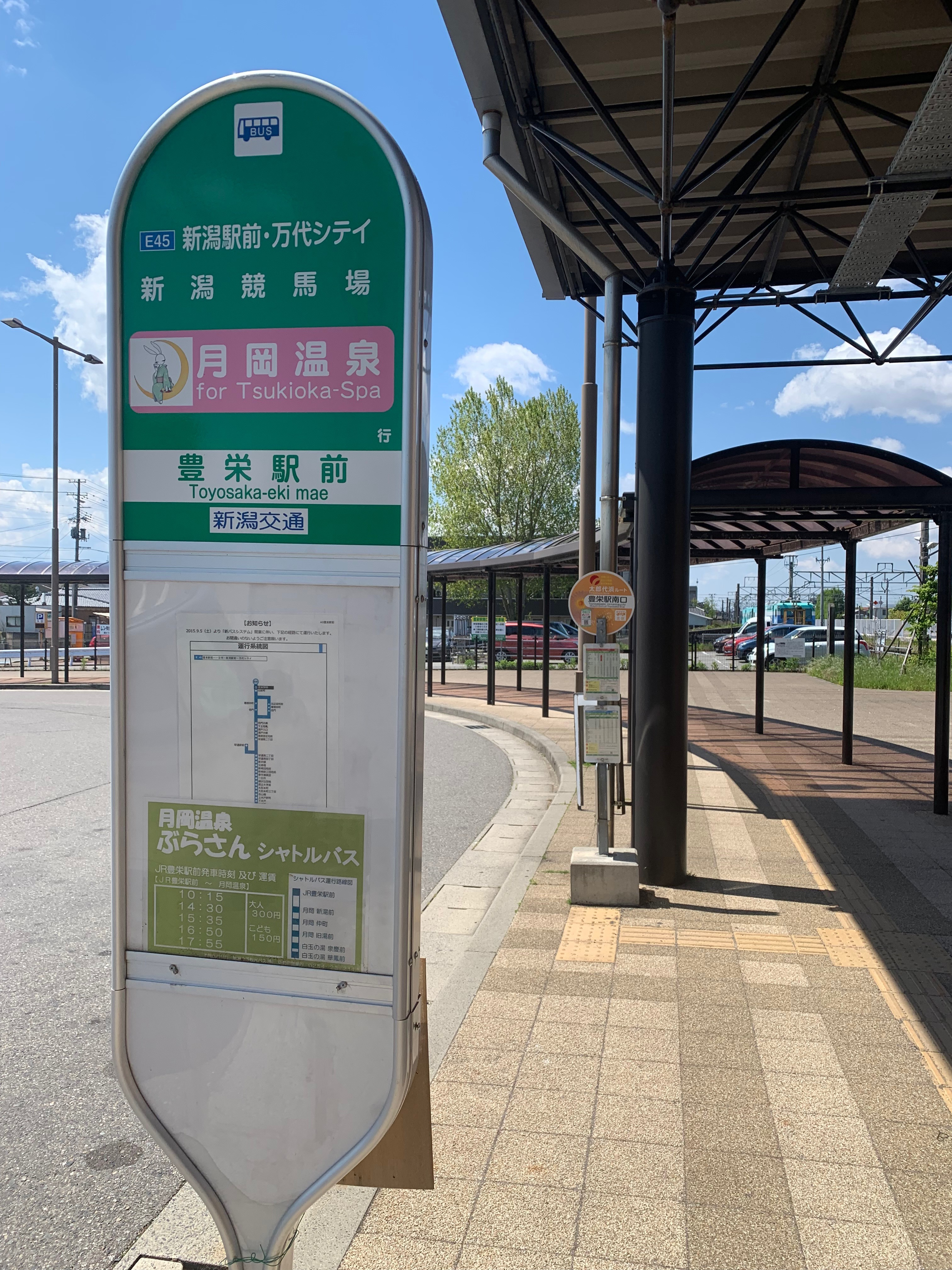
在南出口迴旋路內停站的巴士站。2019年5月拍攝。
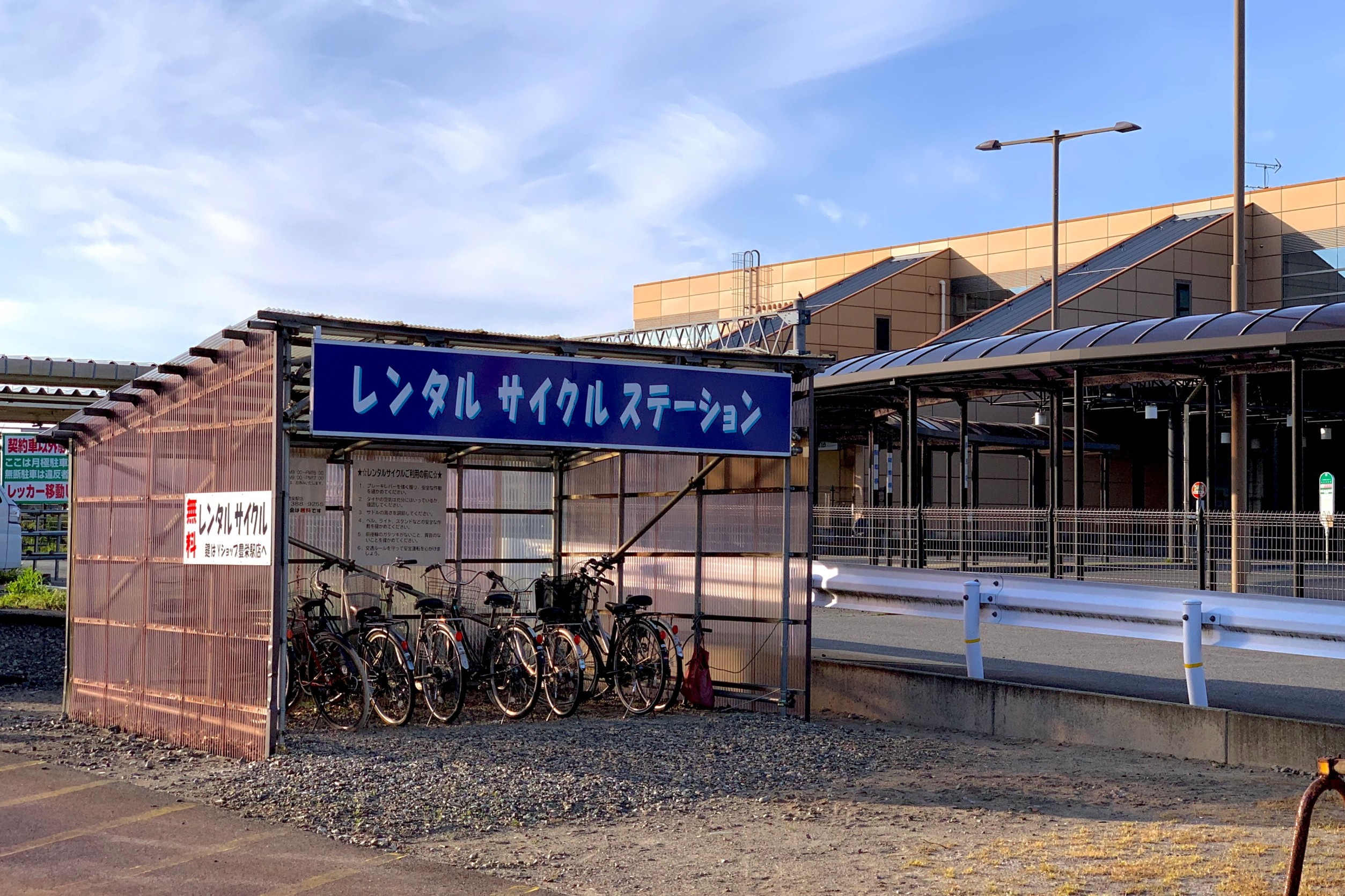
免費租賃單車服務（2020年5月）

## 相鄰車站
東日本旅客鐵道（JR東日本）
■白新線
□快速「紅花」、■快速
新潟－豐榮－新發田
■普通
早通－豐榮－黑山

## 注腳

### 使用狀況
1. 1 2  . 東日本旅客鉄道.   [2020-07-13]. （原始内容存档于2020-07-10） （日语）.
2. ↑  . 東日本旅客鉄道.   [2019-04-07]. （原始内容存档于2019-03-28） （日语）.
3. ↑  . 東日本旅客鉄道.   [2019-04-07]. （原始内容存档于2019-03-28） （日语）.
4. ↑  . 東日本旅客鉄道.   [2019-04-07]. （原始内容存档于2019-03-28） （日语）.
5. ↑  . 東日本旅客鉄道.   [2019-04-07]. （原始内容存档于2019-03-28） （日语）.
6. ↑  . 東日本旅客鉄道.   [2019-04-07]. （原始内容存档于2019-03-28） （日语）.
7. ↑  . 東日本旅客鉄道.   [2019-04-07]. （原始内容存档于2019-03-28） （日语）.
8. ↑  . 東日本旅客鉄道.   [2019-04-07]. （原始内容存档于2019-03-28） （日语）.
9. ↑  . 東日本旅客鉄道.   [2019-04-07]. （原始内容存档于2019-03-28） （日语）.
10. ↑  . 東日本旅客鉄道.   [2019-04-07]. （原始内容存档于2019-03-28） （日语）.
11. ↑  . 東日本旅客鉄道.   [2019-04-07]. （原始内容存档于2019-03-28） （日语）.
12. ↑  . 東日本旅客鉄道.   [2019-04-07]. （原始内容存档于2019-03-28） （日语）.
13. ↑  . 東日本旅客鉄道.   [2019-04-07]. （原始内容存档于2019-03-28） （日语）.
14. ↑  . 東日本旅客鉄道.   [2019-04-07]. （原始内容存档于2019-03-28） （日语）.
15. ↑  . 東日本旅客鉄道.   [2019-04-07]. （原始内容存档于2019-03-28） （日语）.
16. ↑  . 東日本旅客鉄道.   [2019-04-07]. （原始内容存档于2019-03-28） （日语）.
17. ↑  . 東日本旅客鉄道.   [2019-04-07]. （原始内容存档于2019-03-23） （日语）.
18. ↑  . 東日本旅客鉄道.   [2019-04-07]. （原始内容存档于2019-03-28） （日语）.
19. ↑  . 東日本旅客鉄道.   [2019-04-07]. （原始内容存档于2019-03-22） （日语）.
20. ↑  . 東日本旅客鉄道.   [2019-07-21]. （原始内容存档于2019-07-05） （日语）.

## 外部連結
- 車站資訊（豐榮）：東日本旅客鐵道（日語）